# Куинн, Эймар
Эймар Куинн (ирл. Eimear Ní Chuinn, англ. Eimear Quinn, род. в 1972 году в Дублине) — ирландская певица, победитель конкурса песни Евровидение 1996 года.
С четырёх лет пела в хоре. В 1995 году, будучи студенткой музыкального колледжа, стала членом кельтской камерной группы «Anuna», довольно популярной в Ирландии. Приняла участие в записи двух альбомов группы — «Omnis» и «Deep Dead Blue». Также работала с танцевальным ансамблем «Riverdance».
В 1996 году по просьбе поэта-песенника Брендана Грина приняла участие с его песней «The Voice» в конкурсе Евровидение, проходившем в Осло, и одержала победу, седьмую для Ирландии за время участия страны в конкурсе. После этого много гастролировала за рубежом, была телеведущей на каналах RTE и TV3.
Окончила Национальный Университет Ирландии. В 2006 году объявляла голоса ирландского национального жюри на Евровидении. В том же году выпустила альбом «Gatherings», а в 2007 году вышел следующий альбом «Oh Holy Night».

## Дискография
- 1996 The Voice EP
- 1996 Winter, Fire and Snow EP
- 1997 Ave Maria EP
- 2001 Through the Lens of a Tear
- 2006 Gatherings
- 2007 Oh Holy Night